# Koksovna Vítkovických železáren
Koksovna Vítkovických železáren se nacházela mezi Dolem Hlubina a vysokými pecemi Vítkovických železáren. Po ukončení provozu byl areál s objekty a technickým zařízením Dolu Hlubina s koksovnou a vysokými pecemi Vítkovických železáren prohlášen 10. dubna 2000 kulturní památkou ČR a v roce 2002 národní kulturní památkou ČR pro svou mimořádnou památkovou hodnotu.

## Historie
V září 1830 byla uvedena do provozu první pudlovací pec na výrobu svářkového železa s použitím černého kamenného uhlí z ostravských dolů. První vysoká pec, která byla plněna koksem, byla dána do provozu v roce 1836. První zmínky o výrobě koksu pocházejí z roku 1831 a 1836. Prvá výroba probíhala metodou přímého koksování v milířích, ale pro malý výtěžek tento způsob byl nahrazen výrobou v ohradových pecích (Schaumburské pec). V období 1848–1850 se udává 10 ohradových pecí. Poblíž vodního náhonu byly v roce 1835 vystavěny dvě baterie úlových pecí. V blízkosti dolu Hlubina se stavěly úlové koksovací pece, které současně sloužily k vytápění kotlů. V roce 1843 byly prodány S. M. Rothschildovi. Od roku 1873 koksovny přecházejí pod Vítkovickou horní a hutní společnost. 1859 do 1880 deset koksových pecí typu Dulait. V roce 1881 bylo využíváno 64 koksových pecí typu Gobiet.

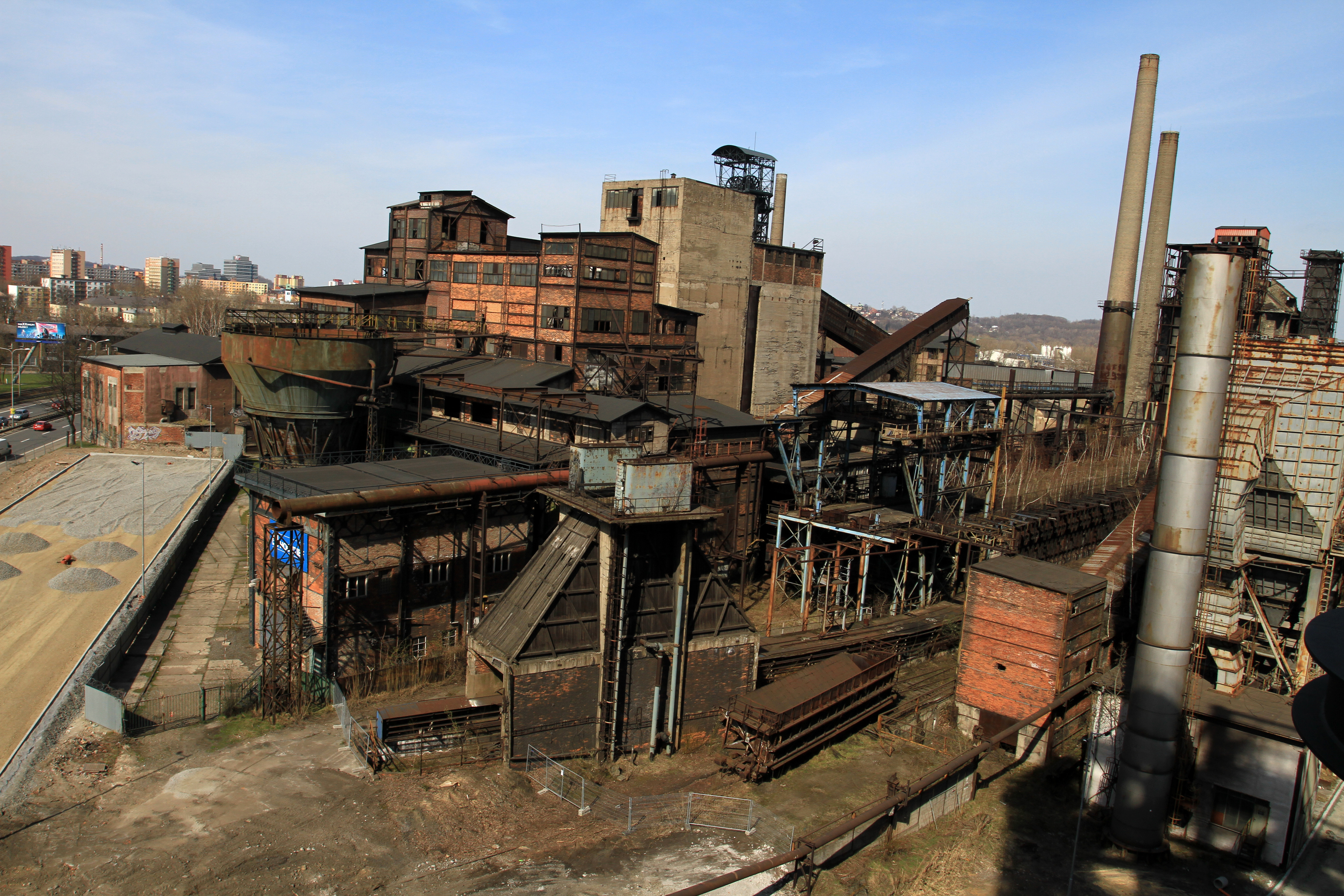
Dolní oblast Vítkovic, koksovna a Důl Hlubina.

V roce 1860 byly uvedeny do provozu plamenné pece typu Francois-Gobiet. Koksovací komora, její stěny a dno, byla vyhřívána vlastním koksárenským plynem a hotový koks už byl mechanicky pomocí parního stroje vytlačován. V roce 1885 byly uvedeny do provozu koksárenské baterie systému Otto-Hoffmann. V prostoru dnešní válcovny trubek bylo postupně postaveno 60 koksárenských pecí s pěchovacín provozem baterie č. II. V roce 1889 dvě baterie s 90 koksovacími pecemi. Tyto pece už využívaly regenerační ohřev spalovacího vzduchu, umožňovaly zachytit vedlejší chemické produkty a vytvářet přebytky koksárenského plynu. Stabilizovalo se místo výstavby koksárenských baterií v technologickém toku mezi dolem Hlubina a vysokými pecemi. Vznikají nové chemické provozy na zpracování zachycených chemických produktů: dehtu, benzolu, fenolu, amoniaku (čpavku).  
V roce 1900 byla postavena nová úpravna uhlí, které bylo dodáváno z dolu Hlubina a Louis. V nové lokalitě technologického provozu (Dolní oblast Vítkovice) byly v roce 1900 uvedeny do provozu baterie soustavy Otto-Hoffman č. V a VI po 40 koksovacích komorách s pěchovacím provozem. Jejich činnost byla ukončena v roce 1919. V období 1909–1911 byly uvedeny tři baterie celkem s 129 koksovacími pecemi, jejichž provoz byl ukončen v období 1928–1929. Čtvrtá baterie soustavy Koppers se 40 koksárenskými pecemi byla postavena 1913 a její provoz ukončen v roce 1930. V roce 1929 byly instalovány zdokonalené plamenné pece soustavy Koppers na místě baterie č. 3 s 30 koksovacími pecemi, její provoz byl ukončen v roce 1961. V roce 1930 v místě baterií č. 1 a 2 byla baterie soustavy Koppers s 40 koksovými pecemi, její provoz ukončen v roce 1961. V tomtéž roce 1930 byla postavena v místě baterie č. 3 jedna baterie soustavy Otto s 35 pecemi se sypným provozem, její provoz byl ukončen v roce 1958. V roce 1944 bylo v činnosti 35 koksovacích pecí soustavy Otto z roku 1936 se sypným provozem a 70 koksovacích pecí soustavy Koppers z let 1929–1930 se sypným provozem. V roce 1961 proběhla přestavba koksárenských pecí soustavy Koppers (označované jako S1) u baterie č. IV s 34 koksovacími pecemi, v roce 1964 u koksárenské baterie č. V s 64 koksovacími pecemi.  Zároveň s modernizací koksárenského provozu byly postaveny druhové zásobníky pro přípravu uhelné vsázky a postavena nová mlýnice uhlí. V roce 1976  byly v provozu koksovací baterie č. IV s 36 koksovými pecemi, sypným provozem a výkonem 16,6 tun na pec a den, koksovací baterie č. V s 64 koksovacími pecemi, sypným provozem a výkonem 16,6 tun na pec a den. Poslední opravy byly provedeny na koksárenské baterii č. IV v roce 1983 na č. Provoz koksovny byl ukončen v roce 1997.  
V roce 2002 byla demolována koksárenská baterie č. IV.  Součástí areálu Dolních Vítkovic je zachována uhelná věž z roku 1929, koksárenská baterie č. V s komíny a dalšími technologickými zařízeními.

### Výroba koksu do roku 1945
dle
| rok  | 1904    | 1908    | 1910    | 1915    | 1920    | 1925    | 1930    | 1935    | 1937    | 1938    | 1940    | 1942    | 1945    |
| tuny | 180 305 | 270 791 | 240 162 | 242 734 | 174 053 | 225 194 | 309 000 | 300 800 | 516 400 | 406 200 | 541 500 | 544 500 | 210 700 |